# Ayancık
Ayancık ist eine türkische Küstenstadt am Schwarzen Meer und Hauptort des gleichnamigen Landkreises (İlçe) in der Provinz Sinop. Die Stadt liegt ca. 57 Straßenkilometer (Luftlinie: 48 km) westlich von der Provinzhauptstadt Sinop an der Fernstraße D010. In der Stadt mündet der gleichnamige Fluss ins Schwarze Meer. Laut Stadtsiegel erhielt der Ort 1863 den Status einer Belediye (Gemeinde).
Der Landkreis liegt im Norden der Provinz und grenzt an den Kreis Türkeli im Westen, die Kreise Hanönü (Provinz Kastamonu) und Boyabat im Süden sowie den Kreis Erfelek im Osten. Parallel zur Schwarzmeerküste verläuft die Fernstraße D010 durch den Kreis und auch die Kreisstadt. 
Der Kreis bestand schon bei Gründung der türkischen Republik (1923). Zur ersten Volkszählung (im Oktober 1927) konnte er auf eine Einwohnerschaft von 43.730 (oder 25,63 % der Vilâyetbevölkerung von 170.624) verweisen, angesiedelt in 126 Ortschaften (auf 965 km² Fläche). Im Verwaltungssitz Ayandjik (damalige an das französisch angepasste Schreibweise) wohnten lediglich 2,65 % der Kreisbevölkerung (1160 Einw.).
Ende 2020 bestand der Kreis mit der drittstärksten Bevölkerung neben der Kreisstadt aus 71 Dörfern (Köy) mit durchschnittlich 150 Bewohnern. Das Spektrum der Einwohnerzahlen reicht von 487 (Aşağıköy) hinab bis auf 25 (Kızılcakaya). 25 Dörfer haben mehr Einwohner als der Durchschnitt (150). Die Bevölkerungsdichte liegt unter dem Provinzdurchschnitt (von 37,9 Einw. je km²).

## Persönlichkeiten
- Franz Hafner (1903–1985), Forstingenieur, Betriebsleiter der Zingal AG
- Anton Schweighofer (1930–2019), österreichischer Architekt
- Mehmet Gürkan Öztürk (* 1989), Fußballspieler
- Ramazan Aksoy (* 1990), Fußballspieler